# 莱兹斯话
莱兹斯话（IPA：lai21 dzɨ̠55 sɨ55），是彝语的一种方言变体，仅分布于中华人民共和国云南省大理白族自治州鹤庆县金墩乡磨光村委会吉地坪自然村，2010年由世界少数民族语文研究院与鹤庆县民族宗教事务局进行彝族夸恩斯支系社会语言学方言调查时发现。“莱兹斯”是使用同名语言彝族的自称，鹤庆当地彝族分为“黑话人”和“白依人”，黑话人属彝族纳苏支系，白依人属彝族葛泼支系，莱兹斯人属于白依人。莱兹斯人自认为祖先来自四川省，是经六合抵达现居地的。根据调查，几乎所有莱兹斯人都能使用汉语和白语。